# 布拉斯·佩雷斯
布拉斯·佩雷斯（Blas Pérez，1981年3月13日—）是一位巴拿馬足球員，自2001年起進入巴拿馬國家足球隊並曾出賽2018年世界盃足球賽，2018年退出國家隊。佩雷斯於國家隊生涯共有42顆進球。

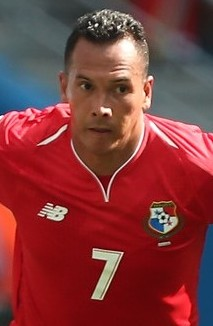
布拉斯·佩雷斯